# 克卜勒452b
克卜勒452b（Kepler-452b），是一顆圍繞著G型主序星克卜勒452的太陽系外行星。由克卜勒太空望遠鏡團隊發現，並由NASA於2015年7月23日公布。是已知類地行星中，第一顆潜在軌道位於與太陽相似的恆星舒適帶上的超级地球。使用地球相似指數衡量，它是第6个最像地球的行星。
這顆行星距離太陽系1,400光年；以目前人類所發射最快的飛行器新視野號的速度也需要2,580萬年才能到達。

## 特性
克卜勒-452b行星的公转轨迹略大于地球的公转轨迹。公转一周需385天。目前没有证据证明开普勒452b上面有生命，因为开普勒望远镜只负责照相，没有办法近距离观测行星。它的直徑比地球大60%，體積為地球的5倍，地表的重力是地球的兩倍，跟其恆星的距離與地球和太陽的距離相約，它的恆星比太陽老15億年，光度為太陽的1.2倍。但開普勒452正邁向死亡，若開普勒452b是一顆岩石星球的話，那麼開普勒452增強散發的能量未來將把開普勒452b上可能存在的海洋和任何水份蒸發掉，地球在數十億年之後，也可能出現類似情況。

## 图片

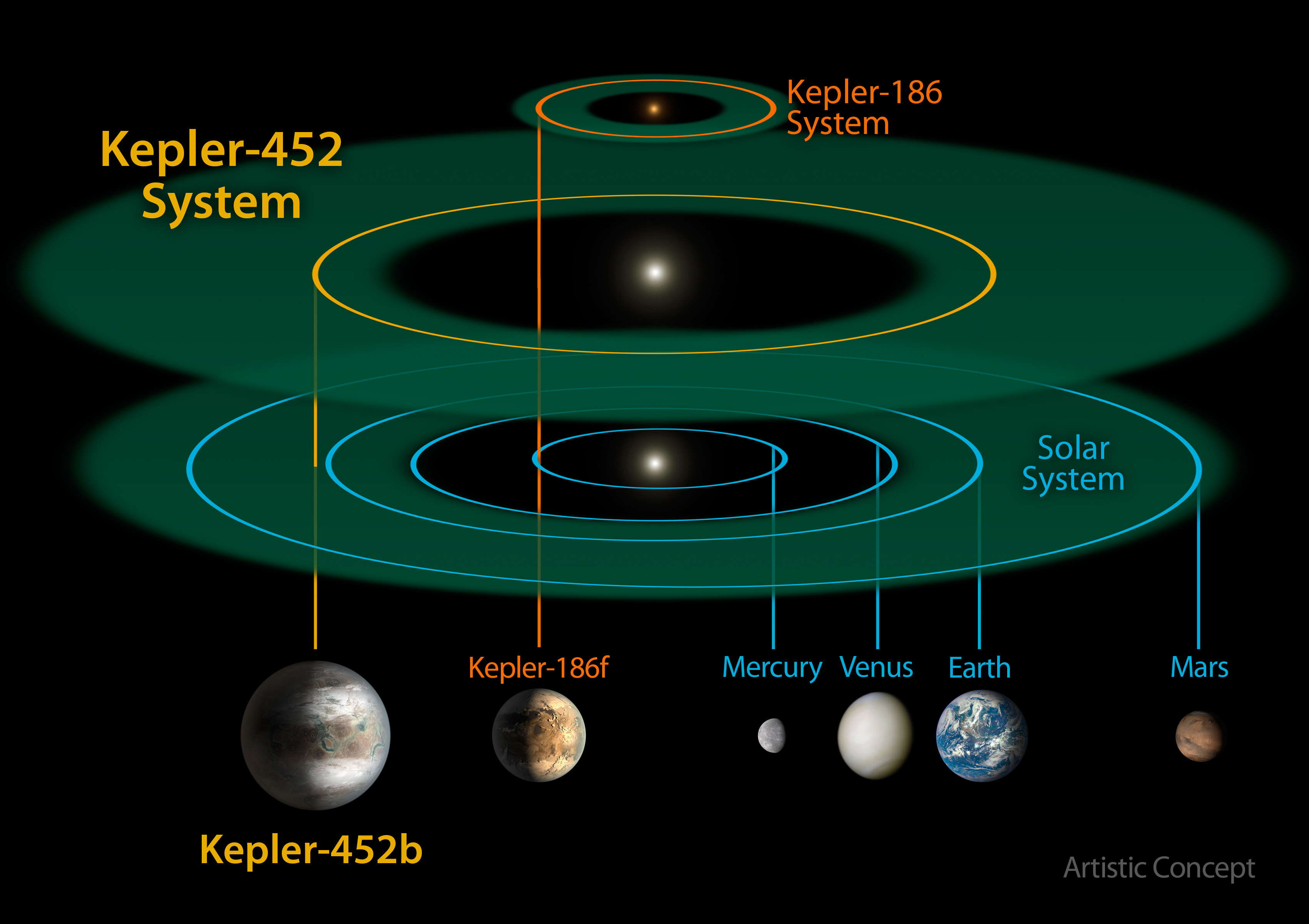
图例为克卜勒-452，克卜勒-186和太阳系大小的比较。克卜勒-186直径最小，克卜勒-452b行星的公转轨迹与地球的公转轨迹相当。克卜勒-452b公转一周需385天

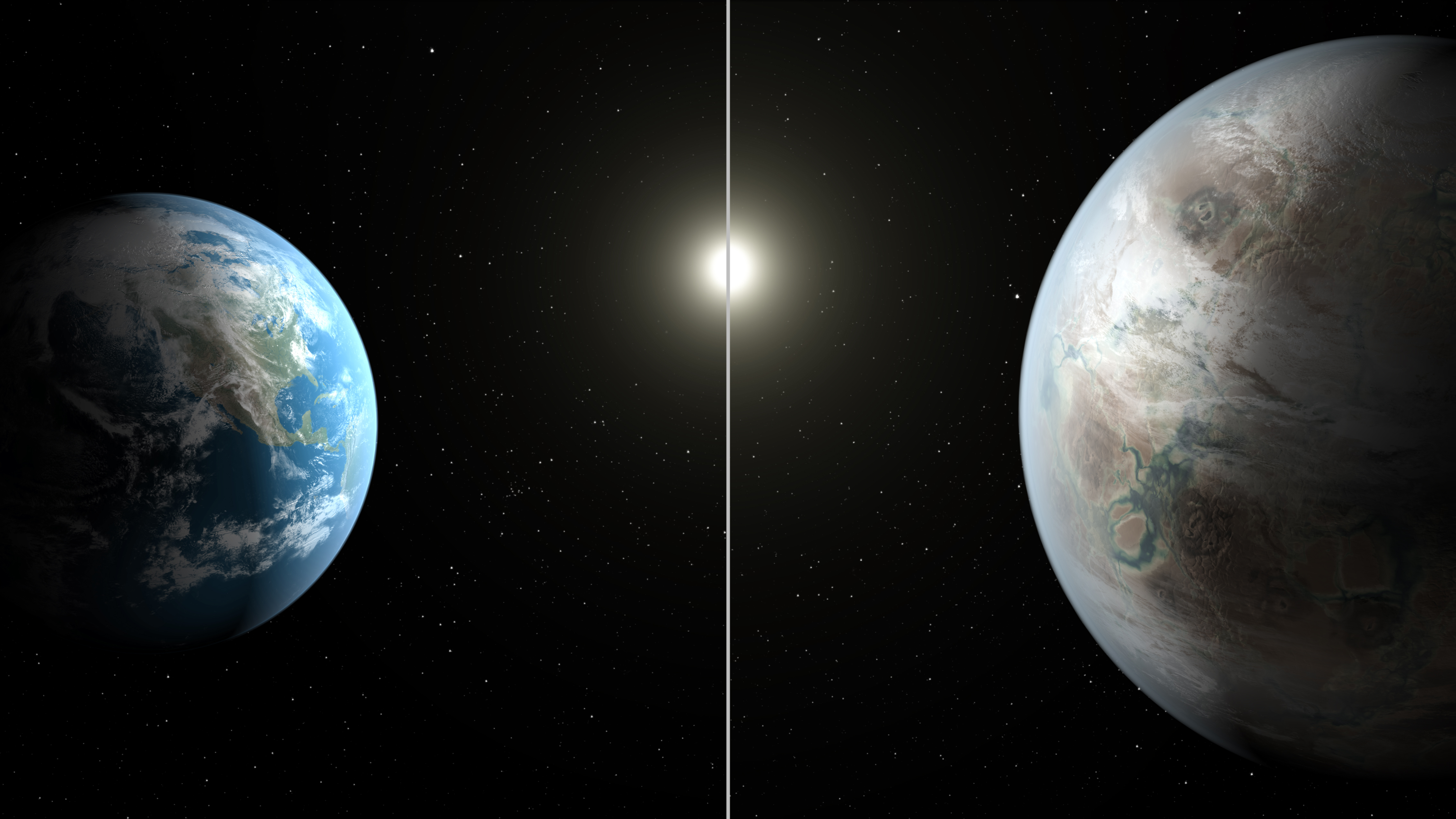
克卜勒452b（右）的假想图与地球大小（左）的比较，前者直径约为地球大小的1.6倍。

## 外部連結
- NASA – Kepler Mission
- NASA – Kepler Discoveries – Summary Table（页面存档备份，存于）
- Habitable Exolanets Catalog（页面存档备份，存于） at UPR-Arecibo